# Mary Snell-Hornby
Mary Snell-Hornby (Yorkshire, Inglaterra, 2 de abril de 1940)  es una traductora, catedrática y académica británico - austriaca. Se desempeñó como profesora en la Universidad de Viena y es autora de trabajos que se centran en los estudios de traducción.

## Biografía
Es hija del reverendo Arthur Snell (m. 1969) y Florence Mary Snell, de soltera Adams (m. 2004). Se casó el 6 de abril de 1973 con Anthony Hornby, profesor de inglés en el Centro de Idiomas de la Universidad de Augsburgo, Alemania. Tienen una hija, Astrid, nacida el 26 de marzo de 1976 en Múnich. Desde 1989 posee la doble nacionalidad británica y austriaca.

## Carrera
Mary Snell recibió una beca estatal para estudiar en Saint Felix School, Southwold, Suffolk, donde obtuvo el nivel avanzado y de beca GCE en inglés, francés y alemán (con distinción) en 1958. Estudió inglés, francés, alemán y filosofía moral en la Universidad de St Andrews, donde obtuvo su maestría con honores de primera clase en lengua y literatura alemanas en 1962.
El Ministerio de Educación de Austria le concedió una beca de investigación de posgrado para realizar investigaciones sobre el teatro austriaco. Que siguió en la Universidad de Viena, Austria. En 1966 se licenció en Filosofía en la Universidad de St Andrews por su tesis The dramatic satire of Karl Kraus and Johann Nestroy. A comparative study (La sátira dramática de Karl Kraus y Johann Nestroy. Un estudio comparativo).
De 1964 a 1969 impartió clases en el Departamento de Inglés de la Universidad de Múnich, además de trabajar como editora y autora para la editorial Max Hueber Verlag hasta 1977. En este mismo año se trasladó a Suiza para dar clases en el Departamento de Inglés de la Universidad de Zúrich, donde trabajó en su habilitación, un título académico posterior al doctorado que, como su nombre lo indica, habilita para enseñar como profesor universitario. Obtuvo este documento en 1981 por su tesis Verb-descriptivity in German and English: A contrastive study in semantic fields (La descriptividad de los verbos en alemán e inglés: un estudio contrastivo de los campos semánticos.) En 1987, la Universidad de Zúrich le concedió el doctorado por su monografía Translation Studies: An Integrated Approach (Estudios de Traducción: Hacia una Perspectiva Integradora).
En 1981, fue a la Universidad de Zurich, Suiza, donde obtuvo una habilitación con venia legendi para «Englische Linguistik und Sprachdidaktik» por su tesis Verb-descriptivity in German and English. A contrastive study in semantic fields. En 1987 la Universidad de Zurich le otorgó un doctorado. Por su tesis Estudios de traducción: un enfoque integrado.
En 1989 se convirtió en profesora titular de Estudios de Traducción en la Universidad de Viena y dirigió el Instituto de Formación de Traductores e Intérpretes de 1990 a 1994. Por su parte, en 1993 fue miembro fundador de la Sociedad Europea de Estudios de Traducción (EST), en la que trabajó como presidenta hasta 1998. Finalmente, de 1996 a 2009 fue profesora honoraria de la Universidad de Warwick, Reino Unido y en 2010 se le otorgó el título de Doctora Honoris Causa por parte de la Universidad de Tampere, Finlandia. 
Se jubiló de su cargo en Viena en 2008, pero ha seguido activa en el campo de los Estudios de Traducción como profesora invitada, autora y editora. Además, desde la década de 1980, ha ejercido una gran influencia en el desarrollo de los Estudios de Traducción como disciplina independiente de la lingüística y los estudios literarios.

## Investigación en Estudios de Traducción
En su obra Translation Studies: An Integrated Approach, propone un modelo integrador que busca superar la fragmentación teórica y metodológica dentro del campo de los Estudios de Traducción. Al ser influenciado por las tradiciones teóricas alemanas, su planteamiento se basa en la tipología textual como eje estructurador y adopta la noción de “prototipos” para clasificar los distintos tipos de textos, lo que le permite esbozar un marco comprensivo y dinámico de la actividad traductora.
El enfoque integrado se distingue por su carácter multidisciplinar: según el tipo de texto, incorpora herramientas procedentes de la historia cultural, los estudios literarios, las ciencias sociales y los estudios de área, así como del conocimiento especializado en ámbitos como el derecho, la economía, la medicina o la ciencia. Este modelo busca ofrecer una visión holística de la traducción, es decir que abarca desde lo literario hasta lo técnico-científico y articula los diversos componentes en un sistema de niveles interrelacionados y jerárquicos.

### Estructura del modelo
Su enfoque se representa en un diagrama que debe leerse horizontalmente como una serie de continuos y verticalmente como un modelo estratificado, desde lo más general (nivel A) hasta lo más especializado (nivel F):
Nivel A: Integra los ámbitos tradicionalmente separados de la traducción literaria, del lenguaje general y del lenguaje especializado, presentándolos como partes de un continuo.
Nivel B: Establece prototipos textuales básicos. Por ejemplo, dentro de la traducción literaria se incluyen la Biblia, el teatro, el cine y la poesía lírica, mientras que la ficción ligera comienza a moverse hacia los textos informativos de prensa que se consideran como parte del lenguaje general.
Nivel C: Aborda las disciplinas extralingüísticas esenciales para la traducción, como los conocimientos socioculturales y los estudios especializados, necesarios para abordar adecuadamente distintos tipos de textos.
Nivel D: Describe el proceso traductológico propiamente dicho, dividido en tres fases: comprensión de la función del texto origen (TO), focalización del texto meta (TM), que es el texto resultado del proceso de traducción, y atención a la función comunicativa del TM.
Nivel E: Incluye las áreas lingüísticas pertinentes al estudio de la traducción.
Nivel F: Se enfoca en los aspectos fonológicos, como la aliteración, el ritmo y la “hablabilidad” o speakability, especialmente relevantes en la traducción teatral y el doblaje cinematográfico.
Este enfoque integrado ha ampliado los horizontes de los Estudios de Traducción. Al proponer un modelo integral que considera tanto los aspectos lingüísticos como los contextuales, culturales y funcionales de la traducción, ha contribuido a legitimar la interdisciplinariedad como una estrategia válida y productiva en la investigación y la enseñanza de la traducción. Aunque su marco teórico no está exento de tensiones, representa una contribución importante al pensamiento sobre la traducción en la actualidad.

### Perspectiva cultural
Esta traductóloga revolucionó los estudios de traducción al proponer que esta actividad va más allá de la mera transferencia lingüística y constituye un proceso de mediación intercultural. En Translation Studies: An Integrated Approach (1988), defendió que la competencia cultural (conocimiento de normas sociales, valores y marcos ideológicos de la lengua de origen y de la de llegada) es tan esencial como la competencia lingüística. Según su perspectiva, elementos como metáforas, modismos o referencias sociales contienen una carga cultural que exige al traductor un tratamiento consciente para preservar el sentido original sin perder la adecuación en el contexto de destino.
Para afrontar las particularidades culturales, describió estrategias como la sustitución por equivalentes funcionales, la explicitación, la omisión o la generalización. Además, subrayó que las normas y expectativas sociales influyen en las decisiones traductológicas más allá del nivel léxico o gramatical, pues factores políticos e ideológicos condicionan el resultado final de la traducción.
Otro rasgo definitorio de su trabajo fue la interdisciplinariedad: integró aportes de la lingüística, la crítica literaria, la filología, la antropología y la sociología para comprender la traducción como un fenómeno holístico. Esta visión amplió el horizonte de investigación, incentivando estudios de caso localizados y el análisis del impacto de las tecnologías digitales sobre las competencias culturales del traductor.
Aunque su enfoque fue considerado innovador y marcó un hito en la disciplina, también enfrentó críticas que señalaban la necesidad de complementar sus fundamentos con enfoques hermenéuticos o estudios descriptivos para reforzar la coherencia metodológica. En este sentido, la autora situó la cultura en el centro del proceso de traducción y dejó un legado que influyó en la evolución de los estudios de traducción.

### Giros de la traducción
En su obra The Turns of Translation Studies  (Los giros de los Estudios de Traducción) ofrece un panorama crítico y sistemático sobre la evolución de esta disciplina a través de los principales “giros” teóricos (turns) que han marcado el desarrollo de la disciplina desde finales del siglo XX. Además, analiza estos cambios mediante una estructura cronológica para entender mejor cómo han evolucionado las transformaciones conceptuales en este campo.
Entre los giros destacados se encuentran el giro cultural, que revalorizó los contextos socioculturales y cuestionó la equivalencia textual; el giro funcional, que promovió una visión orientada a los fines comunicativos de la traducción (teoría del escopo); el giro empírico, centrado en metodologías experimentales como los protocolos de pensamiento en voz alta; y el giro globalizador, que aborda la traducción en contextos tecnológicos y comerciales contemporáneos. En su obra, también reflexiona de manera crítica sobre el estado del campo, denunciando la falta de continuidad teórica y el bajo reconocimiento social del traductor.

### Concepto de equivalencia
En su estudio de 1986, analiza el significado de los lexemas Äquivalenz (alemán) y equivalence (inglés), advirtiendo que, si bien en la literatura especializada estos términos se usan como conceptos técnicos estrictamente delimitados, en el habla cotidiana adquieren un sentido vago de “similar” o “idéntico” y, por ello, han perdido valor como fundamento científico de la traducción. Concluye que la adopción de una noción de equivalencia extraída de las ciencias exactas resulta “una ilusión”, pues otorga a la traducción una rigidez que ignora la naturaleza.
En lugar de centrarse en la equivalencia, la académica propone un enfoque funcionalista, es decir que, más que intentar copiar exactamente el texto original, la traducción debe enfocarse en la función que va a cumplir en la cultura de destino. De este modo, lo importante es cómo se va a usar el texto traducido, no tanto si se parece palabra por palabra al original.

## Críticas a su trabajo
Respecto a su modelo integrador, aunque su enfoque representa un esfuerzo notable por mostrar las múltiples dimensiones de la traducción, también ha sido objeto de críticas. Algunos cuestionamientos apuntan a posibles inconsistencias internas dentro del modelo:
En el nivel B, la agrupación de los textos periodísticos bajo la categoría de “lenguaje general” resulta problemática, ya que muchos de estos textos pueden presentar un alto grado de especialización (económico, científico, deportivo, etc.). Asimismo, la inclusión del cine dentro de la traducción literaria ha sido algo debatible, especialmente a la luz de los desafíos específicos que presentan los textos audiovisuales.
En cuanto al nivel C, se ha señalado que disciplinas como la historia cultural no son exclusivas de la traducción literaria, sino también relevantes en contextos técnicos o científicos. De igual manera, el conocimiento especializado puede ser necesario para traducir obras literarias que tienen una fuerte carga contextual, como A Dream of Red Mansions (Sueño en el pabellón rojo) de Cao Xueqin o Der Zauberberg (La montaña mágica) de Thomas Mann.
En el nivel F, la “hablabilidad” o speakability no debe limitarse al ámbito literario o dramático, ya que también puede ser una preocupación en la traducción de entrevistas, discursos o material destinado a la locución.
Pese a estas objeciones, el valor principal del modelo radica en romper con la idea de que hay límites estrictos entre los diferentes tipos de lenguaje. La académica aboga por una visión amplia que reconoce la variedad de prácticas traductoras y evita encasillar la traducción en categorías cerradas, como lo fueron tradicionalmente la religiosa o la literaria. Esta perspectiva fomenta un enfoque más inclusivo y realista del campo.
Por otra parte, Peter Newmark, en su artículo Taking a Stand on Mary Snell-Hornby (Adoptar una postura frente a Mary Snell-Hornby), presentó una crítica a la visión que esta autora tiene sobre la traducción. Se centra en dos puntos principales:
1. La naturaleza de la traducción. Ambos académicos coinciden en que las definiciones tradicionales de “traducción” o “traducir” en los diccionarios son inadecuadas. El autor reconoció que Snell-Hornby acierta al señalar esta insuficiencia; no obstante, defendía que existe una actividad fundamental constante en la traducción: lograr que lo expresado en una lengua sea formulado en otra, buscando la equivalencia semántica y expresiva. En este sentido, criticaba que la definición de la labor del traductor propuesta por ella no distinga claramente entre la “actividad de traducción” y la “tarea de traducción”. Además, mientras que la académica rechaza la noción tradicional de equivalencia, el crítico la consideraba un concepto indispensable para cualquier definición de la traducción.[17]  Asimismo, el autor criticaba que su colega no distinguiese entre traducciones básicas y especializadas, ni mencionase actividades como la revisión o el resumen. También consideraba insuficiente su forma de describir la relación entre TO y TM, señalando que su enfoque funcional (el cual se basa en que el texto cumpla su propósito en otra lengua o cultura) es tan general que permite cualquier tipo de comunicación interlingüística.[17]
2. El papel de las universidades en la formación de traductores Ambos reconocen que las actividades profesionales del traductor se han diversificado. Sin embargo, mientras que para ella ha habido un cambio radical, él consideraba que, en realidad, no hay tal cambio, aunque sí admite que los cursos deben adaptarse a nuevas realidades.[17]

## Obras
- Translation Studies: An Integrated Approach (1988, 1995).
- Handbuch Translation (in collaboration with other authors, 1999/2006). Tübingen: Stauffenburg-Verlag.
- The Turns of Translation Studies: New paradigms or shifting viewpoints? (2006). Amsterdam/Philadelphia: John Benjamins.